# Metacrambus salahinellus
Metacrambus salahinellus là một loài bướm đêm trong họ Crambidae.